# Seuchey
Seuchey est une ancienne commune française du département de la Haute-Marne en région Grand Est. Elle est réunie à la commune de Saulles depuis 1958.

## Géographie
ZNIEFF des pelouses et bois thermophiles de Seuchey.

## Histoire
Ancienne grange du prieuré de Grosse-Sauve, unie au grand séminaire de Langres.
En 1789, ce hameau dépend de la province de Champagne dans le bailliage de Langres.
Le 4 juillet 1958, la commune de Seuchey est rattachée à celle de Saulles sous le régime de la fusion simple.

## Démographie
| 1800 | 1806 | 1821 | 1831 | 1836 | 1841 | 1846 | 1851 | 1856 |
| ---- | ---- | ---- | ---- | ---- | ---- | ---- | ---- | ---- |
| 62   | 55   | 41   | 41   | 46   | 49   | 52   | 51   | 46   |

| 1861 | 1866 | 1872 | 1876 | 1881 | 1886 | 1891 | 1896 | 1901 |
| ---- | ---- | ---- | ---- | ---- | ---- | ---- | ---- | ---- |
| 49   | 43   | 47   | 43   | 38   | 34   | 32   | 28   | 30   |

| 1906 | 1911 | 1921 | 1926 | 1936 | 1946 | 1954 | - | - |
| ---- | ---- | ---- | ---- | ---- | ---- | ---- | - | - |
| 33   | 24   | 11   | 15   | 21   | 26   | 27   | - | - |

## Lieux et monuments
L'ancienne commune de Seuchey n'a ni église ni chapelle.